# EP u softbolu 1999.
4. EP u softbolu se održalo u Češkoj, u Pragu, od 2. do 7. kolovoza 1999.

## Konačna ljestvica
| Mj. | Država          |
| --- | --------------- |
| 1.  | Češka           |
| 2.  | Nizozemska      |
| 3.  | Danska          |
| 4.  | Izrael          |
| 5.  | Belgija         |
| 6.  | Uj. Kraljevstvo |